# Superstore
Superstore est une série télévisée américaine en 113 épisodes de 22 minutes créée par Justin Spitzer dont les deux premiers épisodes ont été diffusés le 30 novembre 2015, puis régulièrement depuis le 28 décembre 2015 sur le réseau NBC, et depuis le 8 janvier 2016 sur le réseau Global au Canada.
En France, la série est diffusée depuis le 14 avril 2018 sur Comédie+, puis à partir du 28 septembre 2019 sur NRJ 12.

## Synopsis
Superstore raconte le quotidien, avec ses aléas, des employés cosmopolites d'un grand magasin de la chaîne fictive Cloud 9, installé dans la banlieue de Saint-Louis (Missouri).

## Distribution

### Acteurs principaux
- America Ferrera (VFB : Melissa Windal) : Amy Dubanowski (saisons 1 à 5, puis invitée)
- Ben Feldman (VFB : Pierre Le Bec) : Jonah Simms
- Mark McKinney (VFB : Michel Hinderyckx) : Glenn Sturgis
- Lauren Ash (VFB : Célia Torrens) : Dina Fox, assistante manager du magasin
- Colton Dunn (VFB : Sébastien Hébrant) : Garrett McNeill
- Nichole Bloom (VFB : Sophie Pyronnet) : Cheyenne Tyler Lee
- Nico Santos (VFB : Alessandro Bevilacqua) : Mateo Fernando Aquino Liwanag
- Kaliko Kauahi (en) : Sandra (récurrente saison 1 à 4, régulière saison 5 et 6)

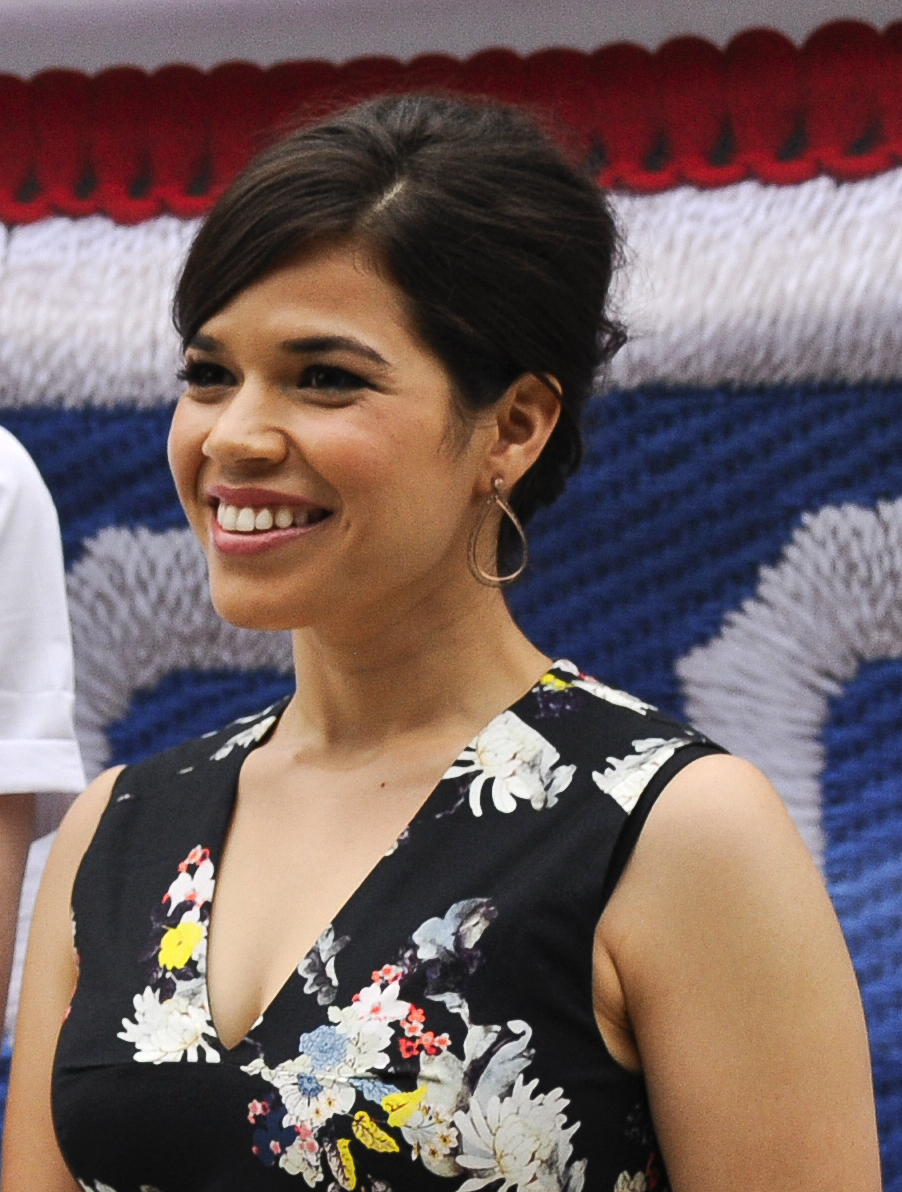
America Ferrera interprète Amy Dubanowski.
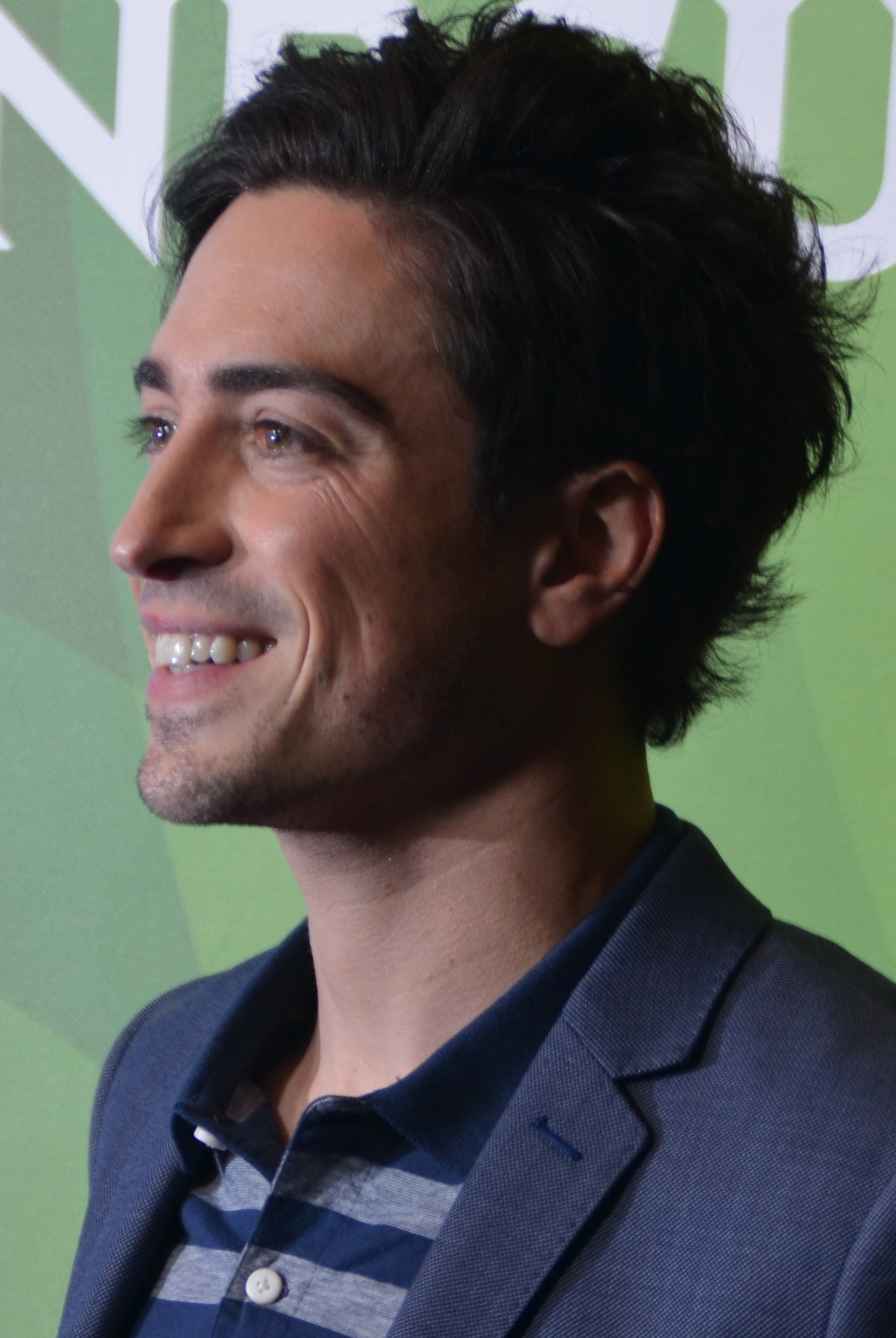
Ben Feldman interprète Jonah Simms.
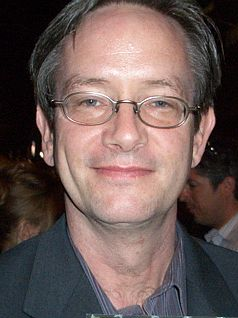
Mark McKinney interprète Glenn Sturgis.
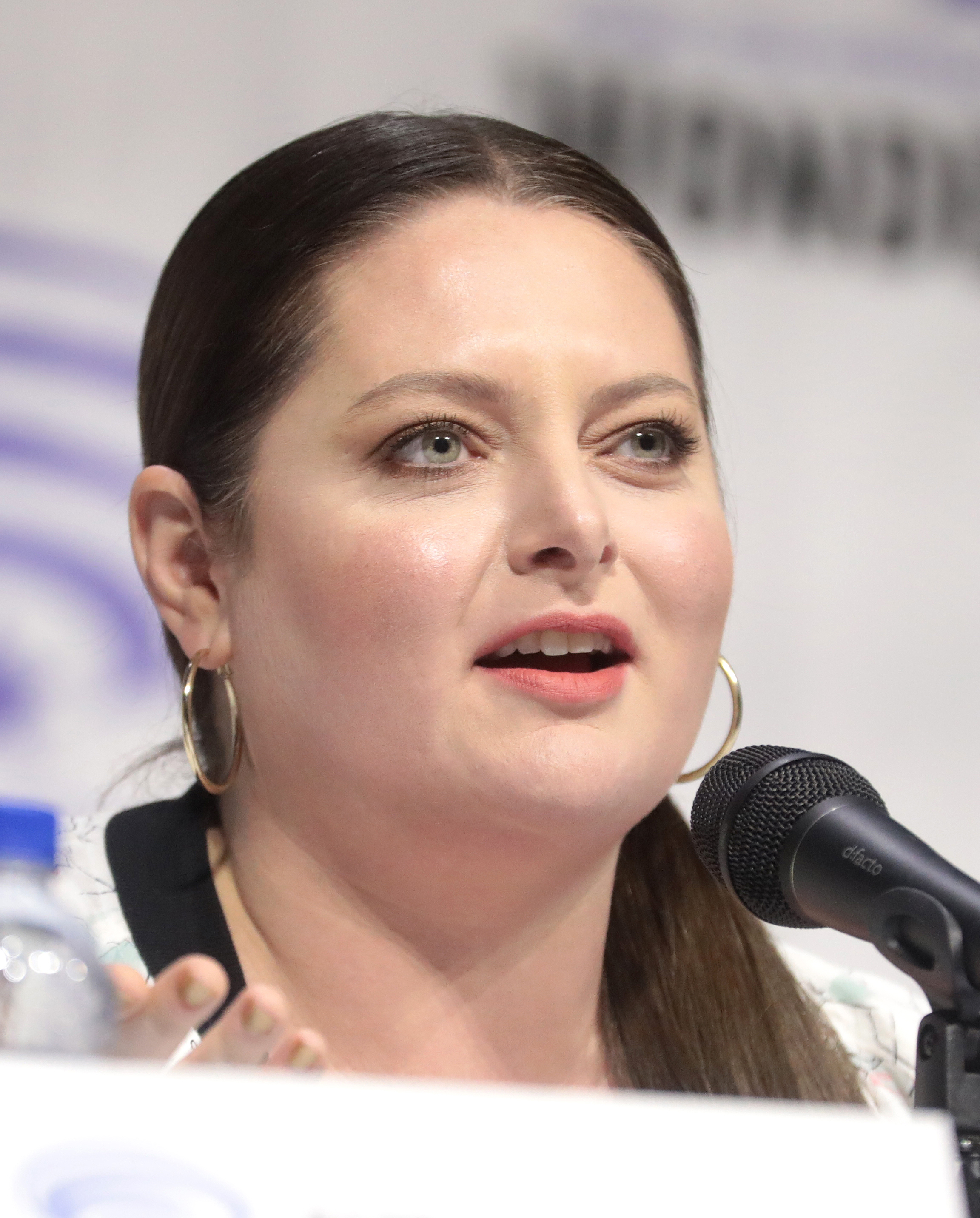
Lauren Ash interprète Dina Fox.
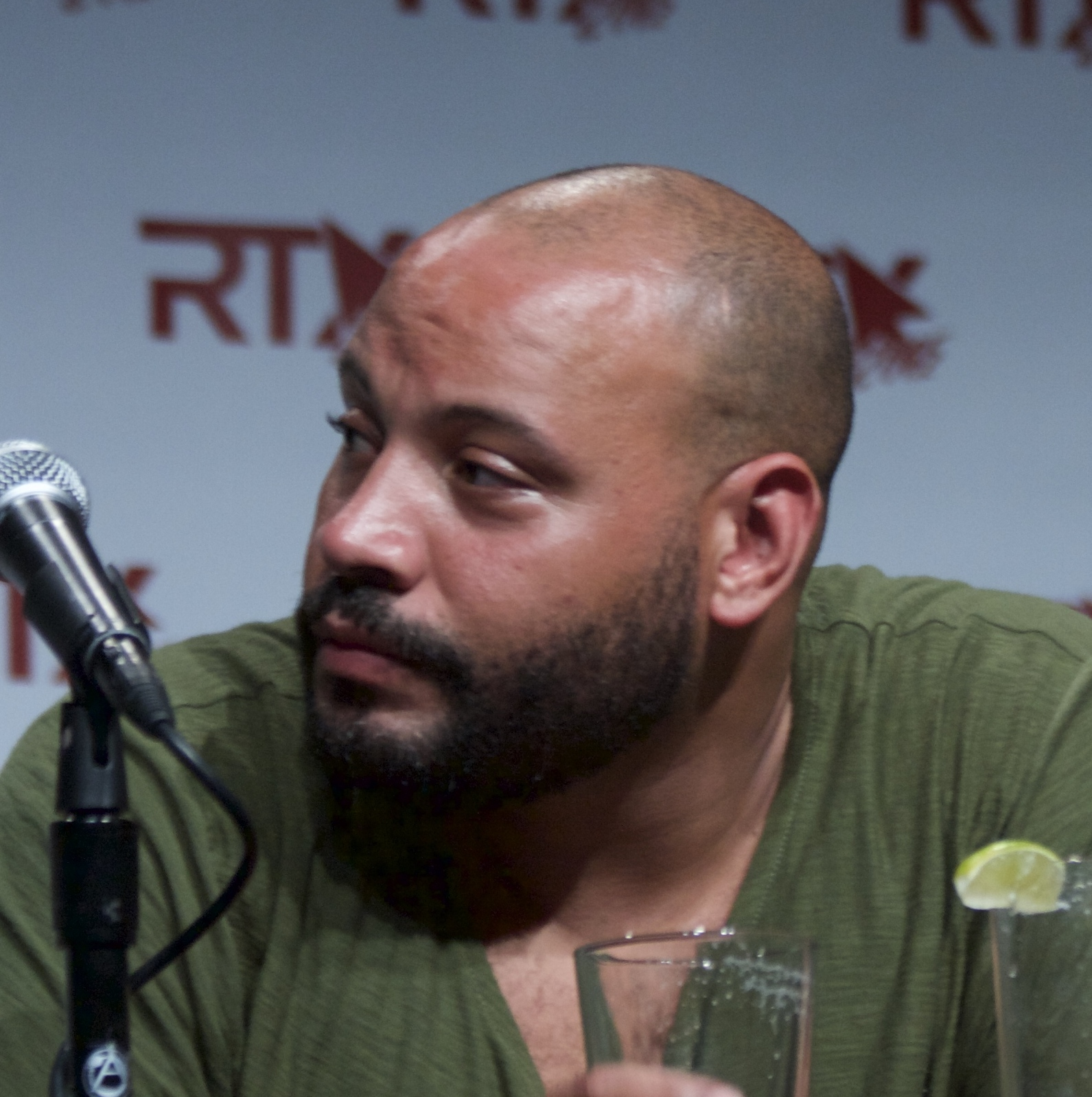
Colton Dunn interprète Garrett McNeill

### Acteurs récurrents
- Johnny Pemberton (VFB : Gauthier de Fauconval) : Bo Derek Thompson
- Josh Lawson : Tate Stasklewicz, le pharmacien
- Linda Porter (en) : Myrtle, l'employée âgée (saisons 1 à 4)
- Jon Barinholtz : Marcus
- Ryan Gaul (en) : Adam Dubanowski, l'ex-mari d'Amy et père d'Emma et Parker
- Jon Miyahara : Brett (saisons 1 et 2, invité saisons 3, 4 et 5)
- Michael Bunin (en) : Jeff Sutin (saisons 2 et 3, invité saison 4)
- Sean Whalen : Sal (saison 1)
- Kelly Stables (VFB : Sophie Froissard) : Kelly[7] (saison 3, puis invitée)

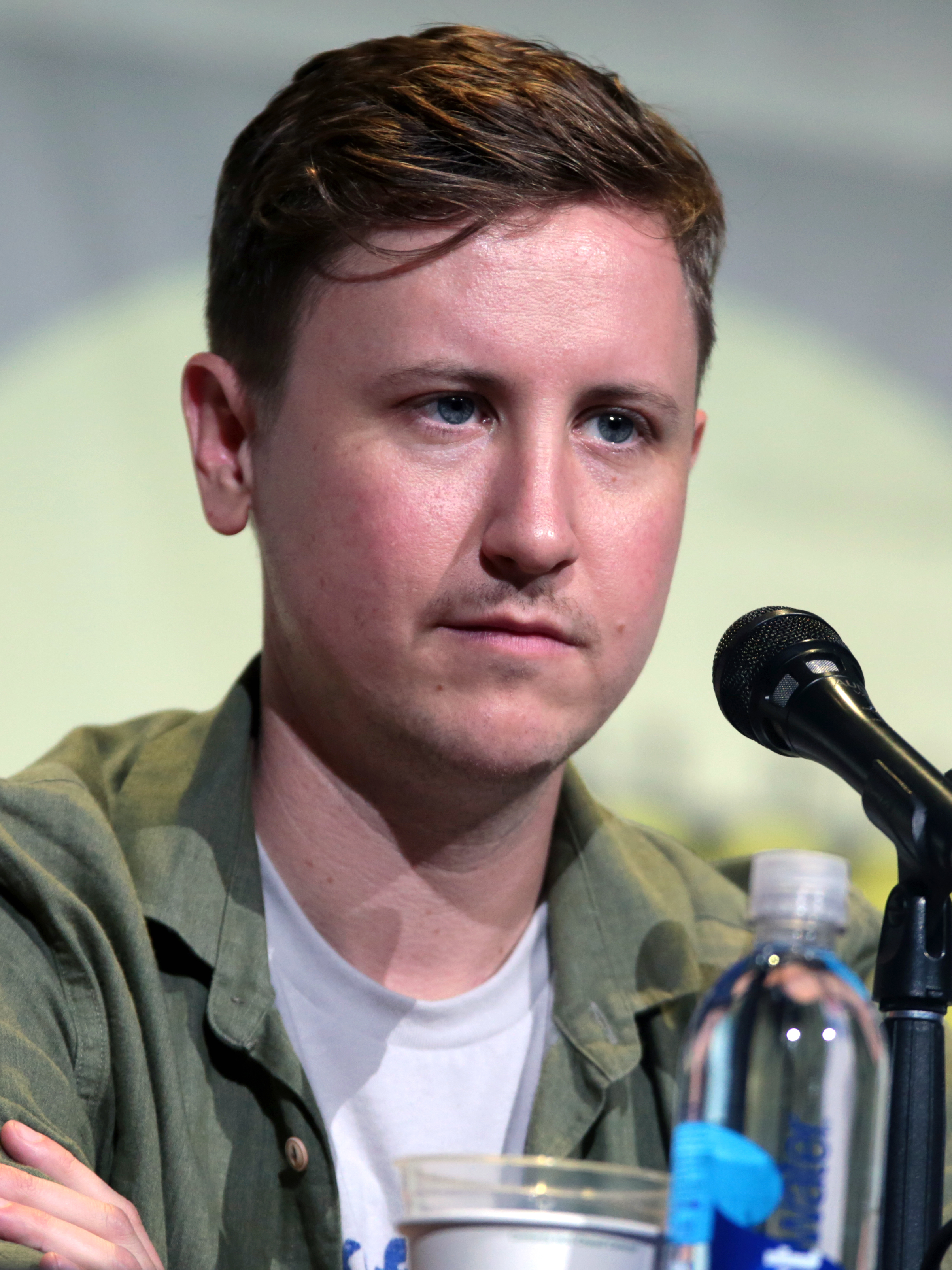
Johnny Pemberton interprète Bo Derek Thompson.
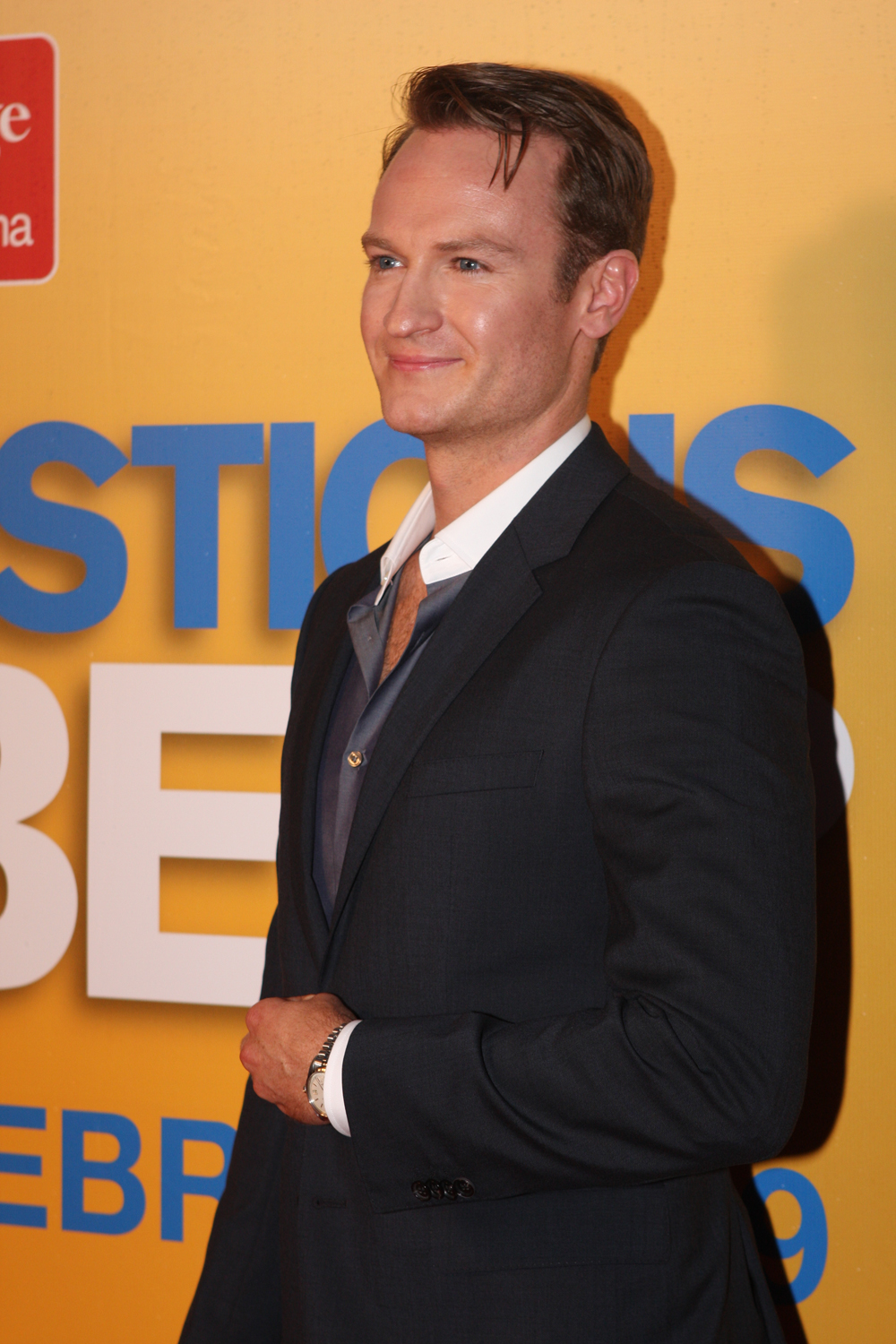
Josh Lawson interprète Tate Stasklewicz.

### Version française
- Société de doublage : Libra Films[8]
- Direction artistique : Robert Guilmard
- Adaptation des dialogues : Audrey Bernière, Sandra Dumontier, Anne Fombeurre, Marine Livernette, David Ribotti, Melody Das Neves

 Source et légende : version française (VF) sur RS Doublage

## Production

### Développement
Le 14 janvier 2015, NBC commande un pilote,.
Le 7 mai 2015, le réseau NBC annonce officiellement après le visionnage du pilote, la commande du projet de série,.
Le 10 mai, lors des Upfronts, NBC annonce la diffusion de la série à mi-saison, soit début 2016,.
Le 19 octobre, NBC a réduit le nombre d'épisodes de treize à onze, pour des raisons de programmation,.
Le 2 novembre, NBC planifie diffuser le pilote le 30 novembre 2015 après The Voice, puis à partir du 4 janvier 2016 à 20 h. Le 17 décembre, NBC devance la diffusion de l'épisode suivant au 28 décembre 2015.
Le 23 février 2016, NBC renouvelle la série pour une deuxième saison.
Le 15 mai 2016, lors des Upfronts 2016, NBC annonce que la série fera son retour en automne, aussi qu'un épisode de la deuxième saison sera diffusée exceptionnellement lors des Jeux olympiques d'été de 2016.
Le 23 septembre, le réseau NBC commande neuf épisodes supplémentaires faisant porter la saison à 22 épisodes,.
Le 14 février 2017, la série est renouvelée pour une troisième saison.
Le 21 février 2018, la série est renouvelée pour une quatrième saison.
Le 4 mars 2019, NBC renouvelle la série pour une cinquième saison.
Le 11 février 2020, NBC renouvelle la série pour une sixième saison. Le 3 décembre 2020, NBC annonce qu'elle sera la dernière.

### Attribution des rôles
Les rôles principaux ont été attribués dans cet ordre : Lauren Ash, Colton Dunn, Mark McKinney, Nico Santos, Nichole Bloom, Ben Feldman et America Ferrera (vue notamment dans Ugly Betty).
Le 28 février 2020, America Ferrera annonce son départ à la fin de la cinquième saison. La pandémie de Covid-19 aux États-Unis ayant interrompu le tournage de l'épisode de son départ, elle fera partie des deux premiers épisodes de la sixième saison.

### Tournage
La série est filmée en caméra unique, ce qui signifie qu'une seule caméra couvre la scène tournée. Ce mode de tournage est plus souvent réservé aux films de cinéma[réf. nécessaire].

## Cadre
La série se déroule dans un centre commercial du groupe « Cloud 9 », situé à Saint Louis aux États-Unis.

## Épisodes

### Première saison (2015-2016)
1. Premier jour (Pilot)
2. Star d'un jour (Magazine Profile)
3. Vaccins et salsa (Shots and Salsa)
4. Le Mannequin (Mannequin)
5. La Voleuse (The Shoplifter)
6. Le Client mystère (The Secret Shopper)
7. La Guerre des couleurs (Color Wars)
8. Bo et riche (Wedding Day Sale)
9. La Fièvre du vendredi soir (All-Nighter)
10. Déclassement (Demotion)
11. Le Travail (Labor)

### Épisode spécial (2016)
Un épisode spécial a été diffusé le 19 août 2016 après les Jeux olympiques d'été de 2016.
1. Les Jeux olympiques (Olympics)

### Deuxième saison (2016-2017)
Elle a été diffusée du 22 septembre 2016 au 4 mai 2017.
1. La Grève (Strike)
2. Retour au travail (Back to Work)
3. Armes, pilules et oiseaux (Guns, Pills and Birds)
4. Le Scandale de la mascotte (Spokesman Scandal)
5. Adopte un chien (Dog Adoption Day)
6. Le Vol d'Halloween (Employee Theft)
7. Élections (Election)
8. Job en intérim (Seasonal Help)
9. Black Friday (Black Friday)
10. Objets trouvés (Lost and Found)
11. Supercloud (Rebranding)
12. Déjeuner entre nanas (Ladies' Lunch)
13. La Saint-Valentin (Valentine's Day)
14. Panne de chauffage (Super Hot Store)
15. La Santé avant tout (Wellness Fair)
16. L'Intégrité (Integrity)
17. La Mutation (Mateo's Last Day)
18. Les Enfants de Glenn (Glenn's Kids)
19. Nettoyage de printemps (Spring Cleaning)
20. Le Mariage de Cheyenne (Cheyenne's Wedding)
21. La Tornade (Tornado)

### Troisième saison (2017-2018)
Elle a été diffusée du 28 septembre 2017 au 3 mai 2018.
1. La Grande réouverture (Grand Re-Opening)
2. Adieu Brett (Brett's Dead)
3. Les Petites nouvelles (Part-Time Hires)
4. Harcèlement au boulot (Workplace Bullying)
5. Le Cadavre d'Hallowen (Sal's Dead)
6. Mieux vaut prévenir que guérir (Health Fund)
7. L'Esprit de Noël (Christmas Eve)
8. La Vidéo virale (Viral Video)
9. Soirée Golden Globes (Golden Globes Party)
10. Le Quadruple A (High Volume Store)
11. Anges et sirènes (Angels and Mermaids)
12. De retour sur le marché (Groundhog Day)
13. Le Jeu vidéo (Video Game Release)
14. Règles de sécurité (Safety Training)
15. L'Amnistie (Amnesty)
16. Au revoir, Jeff (Target)
17. La Nouvelle directrice régionale (District Manager)
18. Journée des Artisans Locaux (Local Vendors Day)
19. La Fièvre de la loterie (Lottery)
20. L'Annonce (Gender Reveal)
21. Le Poids des conséquences (Aftermath)
22. Réunion extraordinaire (Town Hall)

### Quatrième saison (2018-2019)
Cette quatrième saison a été diffusée du 4 octobre 2018 au 16 mai 2019.
1. C'est la Rentrée! (Back to School)
2. La Baby Shower (Baby Shower)
3. Relations Houleuses  (Toxic Workplace)
4. Le Concours du Meilleur Déguisement  (Costume Competition)
5. Le Jour de la Cigogne (Delivery Day)
6. Le Congé Maternité  (Maternity Leave)
7. La Rencontre (New Initiative)
8. Escapade à Chicago (Managers' Conference)
9. L'Ombre de Glenn (Shadowing Glenn)
10. La Formation de Cloud 9 (Cloud 9 Academy)
11. Le Défi Pas (Steps Challenge)
12. La Tempête de neige (Blizzard)
13. Les Tourtereaux (Love Birds)
14. Crimes et Injustices (Minor Crimes)
15. Le Salaire (Salary)
16. Joyeuses Pâques! (Easter)
17. Une soirée presque parfaite (Quinceañera)
18. Le Cloud Vert (Cloud Green)
19. Laser Game (Scanners)
20. #çacraintCloud9  (#Cloud9Fail)
21. La Lutte de Sandra (Sandra's Fight)
22. La Fête de l'estime du personnel (Employee Appreciation Day)

### Cinquième saison (2019-2020)
La cinquième saison est diffusée du 26 septembre 2019 au 21 avril 2020.
1. Cloud 9.0 (Cloud 9.0)
2. Les Témoignages (Testimonials)
3. L'Embauche forcée (Forced Hire)
4. La Fermeture du centre commercial (Mall Closing)
5. Prendre soin de soi (Self-Care)
6. Des bonbons ou un sort (Trick-or-Treat)
7. La Réhabilitation des voleurs à l'étalage (Shoplifter Rehab)
8. La Collecte de jouets (Toy Drive)
9. Ramassage en bord de route (Curbside Pickup)
10. Négociations (Negotiations)
11. La Cheffe (Lady Boss)
12. Myrtle (Myrtle)
13. Favoritisme (Favoritism)
14. Le Mariage de Sandra (Sandra's Wedding)
15. Les Barres de céréales (Cereal Bar)
16. L'Application des employés (Employee App)
17. Zephra s'occupe de vous (Zephra Cares)
18. Un jeu d'enfants (Playdate)
19. Le Retour de Carol (Carol's Back )
20. Le Safari des clients (Customer Safari)
21. Californie, partie 1 (California (Part 1))

### Sixième saison (2020-2021)
Cette dernière saison de quinze épisodes est diffusée du 29 octobre 2020 au 25 mars 2021 et disponible depuis le 15 décembre 2021 sur Netflix.
1. Essentiels (Essential)
2. Californie, partie 2 (California (Part 2))
3. Un nouveau poste (Floor Supervisor)
4. La roue du bonheur (Prize Wheel)
5. Produit capillaire (Hair Care Products)
6. Biscuit (Biscuit)
7. Un endroit secret (The Trough)
8. Les règles de base (Ground Rules)
9. Complot (Conspiracy)
10. Les avocats (Depositions)
11. Grand nettoyage (Deep Cleaning)
12. La satisfaction client (Customer Satisfaction)
13. Lowell Anderson (Lowell Anderson)
14. Le magasin parfait (Perfect Store)
15. Tout doit disparaître (All Sales Final)

## Personnages
Amy - America Ferrera est la manageuse, qui après plus de 16 ans va enfin pouvoir évoluer.
Jonah - Ben Feldman est un employé du supermarché. Et le jeune beau gosse de son équipe et qui grâce à son charme et certainement pas grâce à sa manière de parler qui agace tout le monde, va avoir la chance de sortir avec la direction mais il sera donc confronté à un dilemme de taille car il couche avec la direction mais il souhaite se syndicaliser.
Dina - Lauren Ash est la directrice adjointe du supermarché. Quelque peu folle voire complètement dérangée par son obsession de rendre le magasin sûr et meilleur que n’importe quel autre Cloud 9.
Glenn - Mark McKinney est le directeur du supermarché. C’est le directeur du supermarché qui a fait fermer le magasin de son père mais pour autant, gentil comme il est, il fera tout pour sauver son supermarché.
Garrett - Colton Dunn est un employé situé à l’accueil, il s’occupe de passer les messages au micro et de retourner les produits quelquefois insolites des clients.
Cheyenne - Nichole Bloom est une employée jeune et inconsciente de ses actes, elle est très attachée à Mateo.
Mateo - Nico Santos est un employé qui lui aussi est attaché à Cheyenne. Il est toujours l’employé du mois ou enfin presque. Et à un lourd secret a garder.
Sandra - Kaliko Kauahi est une employée qui n’est visiblement pas très respectée mais qui arrivera quand même à susciter, aussi rarement soit-il, l’intérêt et le désespoir des autres. Elle est souvent ignorée et se laisse souvent faire mais quelquefois elle a comme des spams et s’énerve, mais pour autant, ça n’intéresse personne.
Myrtle - Linda Porter est la plus ancienne employée du supermarché. Et pour cause elle est rapide, elle connaît tout et s’adapte très rapidement, ou enfin c’est ce qu’on aurait pu se dire mais en fait non.
Kelly - Kelly Stables est une employée qui arrive plus tard dans la série et qui succombera au charme de Jonah mais qui ne rivalisera pas face à l’amour incontestable de Jonah et Amy. Elle paraît être très appréciée par tout le monde mais se rendra compte que finalement elle vit dans un monde d’illusion.
Marcus - Jon Barinholtz est un employé de l’entrepôt, il est macho, sexiste, lourd et parfois très étrange. Il tentera toujours de coucher avec Amy mais en vain.
Bo - Johnny Pemberton est le fiancé de Cheyenne, il n'est pas très malin, il fera quand même de son mieux pour essayer d’aider Cheyenne et leur enfant.
Jeff - Michael Bunin est le directeur régional de Cloud 9. Il aura une histoire avec Mateo, mais cela ne se terminera pas sans conséquence. Il est loin d’être loyal, son propre profit sera toujours plus important que le reste. Ce qui l’amènera à ne pas être très aimé par les employés de Cloud 9, et ne sera même pas écouté ni même intéressant auprès de sa direction qui l’utilisera telle une marionnette.
Brett - Jon Miyahara est un employé injustement inintéressant auprès de ses collègues, alors que c’était lui qui s’occupait pour la plupart du temps des taches les plus ingrates.
Adam - Ryan Gaul est l’(ex) mari d’Amy.
Tate - Josh Lawson est le pharmacien du supermarché, c’est un paresseux et un peu beauf qui quand il peut ne rien faire, en profite.

## Univers partagé
La série se déroule dans le même univers télévisuel que les séries The Mindy Project et Good Girls. Bien qu'elles se déroulent géographiquement dans deux États différents, la chaîne de magasins Cloud 9, pour laquelle les héros de la série travaillent, apparaît dans ces deux séries qui partagent le même producteur et distributeur, Universal Television.
Dans The Mindy Project, Mindy se rend dans l'un des magasins de la chaîne se trouvant au Texas lors d'un épisode de la cinquième saison. Dans Good Girls, les héroïnes effectuent souvent leurs achats et autres opérations de blanchiment d'argent dans des magasins de la chaîne.
Dans le neuvième épisode de la sitcom I Feel Bad (en) diffusée à l'automne 2018 sur NBC, les deux personnages principaux, Emet et David, achètent un gâteau et des ballons dans un magasin Cloud 9.
Dans le final de la saison 6, plusieurs collègues se retrouvent à un barbecue dans la cour arrière de Glenn et Jerusha, mieux connue comme celle de Lynette Scavo dans la série Desperate Housewives.

## Réception critique
| Saison | Saison | Critique               | Critique              | Critique           |
| Saison | Saison | Rotten Tomatoes        | Metacritic            | Allociné           |
| ------ | ------ | ---------------------- | --------------------- | ------------------ |
|        | 1      | 4,64/10 (24 critiques) | 58/100 (22 critiques) | 3.6 (38 critiques) |
|        | 2      | 8/10 (5 critiques)     | –                     | 3.5 (26 critiques) |
|        | 3      | 7/10 (6 critiques)     | –                     | 3.5 (25 critiques) |
|        | 4      | 8/10 (9 critiques)     | –                     | 3.3 (15 critiques) |
|        | 5      | -                      | –                     | 3.5 (18 critiques) |
|        | 6      | -                      | –                     | 3.2 (11 critiques) |